# Черченко, Михаил Евгеньевич
Михаил Евгеньевич Черченко (род. 25 мая 1984 года) — российский пловец в ластах.

## Карьера
3-кратный чемпион мира 2002 г.
Призёр чемпионатов мира 2000 и 2006 гг.
Чемпион Европы 2001 г.
Чемпион России 2001, 2002, 2003, 2004 гг.
Рекордсмен мира.
Победитель Клубного Чемпионата Европы в составе команды клуба СКАТ 2001, 2002, 2003, 2004, 2005 гг.
С 2007 г. – тренер клуба СКАТ.